# Mireille Mathieu en concert au Canada
Albums de Mireille Mathieu
Mireille Mathieu en direct de l'Olympia
(1968) Mireille à Byblos
(1974)
Mireille Mathieu en concert au Canada est un album live de la chanteuse française Mireille Mathieu enregistré à Ottawa au Canada en 1971 lors d'une tournée canadienne de la chanteuse et publié par Polydor.

## Chansons de l'album
| No  | Titre | Auteur                         | Durée |
| --- | --- | ------------------------------ | ----- |
| 1.  | Orchestre |                                |       |
| 2.  | Dans la maison des chansons | R. Dhery, Gérard Calvi         |       |
| 3.  | Pardonne-moi ce caprice d'enfant | Patricia Carli                 |       |
| 4.  | Présentation des nouvelles chansons |                                |       |
| 5.  | La vieille barque | André Pascal, Christian Sarrel |       |
| 6.  | Can a Butterfly cry ? | Bill Martin, Phil Coulter      |       |
| 7.  | La princesse et l'amour | Patricia Carli, Léo Missir     |       |
| 8.  | Nous on s'aimera | Frank Gérald, Claude Bolling   |       |
| 9.  | Sometimes | Barry Mason, Les Reed          |       |
| 10. | Medley (Viens dans ma rue, Paris en colère, Quand tu t'en iras, Un homme et une femme, La Dernière Valse, Qu'elle est belle, Je ne suis rien sans toi, Mon credo) |                                |       |
| 11. | Une histoire d'amour | Catherine Desage, Francis Lai  |       |
| 12. | Donne ton cœur, donne ta vie | Patricia Carli                 |       |
| 13. | En écoutant mon cœur chanter | Jamblan, Herpin                |       |
| 14. | Je ne sais pas, ne sais plus | Jean Schmitt, Patricia Carli   |       |
| 15. | Sweet Souvenirs of Stefan | Johnny Worth, Les Reed         |       |
| 16. | Mon amour me revient | André Pascal, Paul Mauriat     |       |
| 17. | Nobody | Bill Martin, Phil Coulter      |       |
| 18. | Toi, Moi, Nous | Jean Renard                    |       |
| 19. | An einem Sonntag in Avignon | Christian Bruhn, Georg Buschor |       |
| 20. | Mon amour me revient | André Pascal, Paul Mauriat     |       |
| 21. | Ma Pomme | G. Fronsac, Charles Borel      |       |
| 22. | Der pariser Tango | Christian Bruhn, Georg Buschor |       |
| 23. | L'amour de Paris | Hubert Ithier, Christian Bruhn |       |